# AR-18突擊步槍
AR-18是一種彈匣供彈的氣動式選射突擊步槍，發射5.56×45毫米北約標準彈藥。AR-18 是由阿瑪萊特在1963年基於改進AR-15所設計。雖然AR-18並沒有被任何一個國家作為制式步槍，它卻影響了後來的許多武器，如中華民國的T65步槍系列、英國的SA80、新加坡的SAR-80和SR-88以及德國HK G36系列。AR-18也因北愛共和軍（PIRA）的使用而知名，並得到了「寡婦製造者」之別稱。

## 歷史背景
在1957年採用發射7.62×51毫米口徑的M14之後，美國陸軍司令部（CONARC）開始進行一個小口徑高速（SCHV）步槍的衍生研究：SALVO計劃。阿瑪萊特與溫徹斯特連發武器公司被要求提出一款發射5.56毫米口徑的高射速步槍的原型槍。阿瑪萊特提出的AR-15是7.62毫米的AR-10的縮小版。而競爭對手溫徹斯特則是仿製'卡賓' 威廉所設計的卡賓槍的原型。

## M16
在美軍長時間測試AR-15的期間，阿瑪萊特的企業主費爾柴德放棄了這個設計，並將AR-15的生產權賣給了柯爾特。費爾柴德也讓阿瑪萊特脫離成為一家獨立的公司，並容許新的企業主買下除了AR-10與AR-15外該公司所有的設計。當美國軍方最終選擇AR-15（命名為M16）時，阿瑪萊特也不能從中獲得利潤。

## AR-16與AR-18
在費爾柴德賣出AR-10和AR-15的設計之後，阿瑪萊特不能再使用直噴式氣動系統在步槍上。因此尤金·斯通納開始設計一款使用短行程活塞傳動的步槍。在AR-10和AR-15中的由鋁鍛製的結構改為由鋼沖壓製成使得新設計能較容易生產。 由於小口徑高速步槍的研究尚未獲得認可，斯通納的AR-16依然使用7.62 × 51毫米的彈藥。當阿瑪萊特改組時，斯通納離開了公司。美軍後來決定使用發射5.56毫米口徑的AR-15，而阿瑪萊特也開始尋求可以與AR-15匹敵的設計。由於斯通納的離去， 將AR-16的口徑縮小的任務交給了阿瑪萊特新任的首席設計師：亞瑟米勒。最後產生的設計被命名為AR-18。 亞瑟米勒在1969年獲得這支步槍的專利。

## 設計
AR-18步槍的結構確實是迥異於傳統的AR-15/M-16系列步槍，儘管AR-18步槍也是採用改良自SVT-40半自動步槍的氣體傳動運作，但是它是以瓦斯筒承接瓦斯，然後推動連桿，將槍機往後推動完成槍機開鎖，退拋殼與再進彈備便待發的程序動作，亦即它的結構也類似M-14步槍，只是拉柄與活塞連桿不是一個總成罷了，彈匣外表與M-16步槍彈匣相似，但一側彈匣突耳被磨除，另一側新設溝槽，故兩者彈匣無法通用。覆進簧桿總成參考M-3衝鋒槍的雙覆進簧桿設計，安裝在槍身後面，並用於固定上護木。
這個短行程活塞傳動結構被中華民國的T-65步槍所承襲，並且沿用在後續發展生產的小口徑步槍上。這種結構的好處就是它可以延遲或者部分規避使用價格低廉但是成分不良的彈藥在射擊燃燒的時候所形成的嚴重積碳情形，另外也比較不容易使槍機總成的潤滑油因為高熱加速揮發，可以保持應有的潤滑效果。眾所週知的AR-15／M-16系列步槍（包括M4卡賓槍系列）所採用的是瓦斯直噴的運作方式，由一條精細的不鏽鋼管傳送高壓瓦斯回傳到槍機座上的承接氣嘴然後推動槍機反衝，但是成分不良的彈藥就會在這個環節上，例如承接氣嘴，以及槍機齒輪狀鎖耳，彈匣套口等部位造成積碳與淤積，平均在六千發到八千發（大約是300~400個20發彈匣射擊量）就會發生槍機故障卡死的情形，如果這是發生在遭遇敵方重圍或者激戰的情形下可是會令人扼腕的。

## 生產
阿瑪萊特的AR-16的設計從未突破原型階段。然而，AR-18已經開始少量生產，並進行測試來替代AR-15。然而，AR-15/M16步槍在連續的修改中，缺陷已經逐漸改善，美國軍方對採購另一款5.56毫米步槍並沒有多大的興趣。
不同於AR-15/M16，AR-18沒有得到長足的發展，沒有被任何軍隊大量採用。AR-18並不是因為它的基本設計有任何重大缺陷，而是因阿瑪萊特缺乏市場營銷能力。1968年，亞瑟米勒不滿阿瑪萊特公司銷售AR-18的方式而離開阿瑪萊特。
半自動版本的AR-18被稱為AR-180，在1969至1972年由阿瑪萊特的科斯塔梅薩工廠生產給民用市場。科斯塔梅薩的AR-180是首批軍用半自動步槍且廣泛使用於美國。日本的豐和工業,接續生產AR-18/AR-180自1972年到1974年，但日本政府最後禁止生產。最後英國的史特林軍備公司（Sterling Armaments Company）接續生產AR-18/AR-180自1976年至80年代中期。
後來，阿瑪萊特把AR-18的製造權出售轉讓給新加坡CIS公司，該公司期後更衍生出SR-88和SAR-80等產品。

### BRN-180
美國Brownells於2019年的SHOT Show展出了其BRN-180上機匣組。BRN-180乃AR-180的現代化設計，膛室改為.223 Wylde，護木改為M-LOK護木，並加上了頂部MIL-STD-1913導軌。活塞完全沿用AR-180的尺寸。上機匣的尺寸經修改，以讓其能安裝在AR-15下機匣上。由於使用了AR-180的槍機設計，因此省略了緩衝機，BRN-180亦因此能在摺疊，甚至沒有槍托的情況下射擊。
BRN-180設有16吋槍管的標準型BRN-180，以及10.5吋槍管加上可調導氣座的短管型BRN-180S兩種。由於使用AR-15下機匣的關係，BRN-180不用像AR-18般使用特規彈匣，而是能使用普遍的AR-15彈匣。
Brownells再於2020年SHOT Show推出了BRN-180下機匣，分為沿用AR-18彈匣井外型的鍛造版BRN-180和普通AR-15彈匣井外型的方坯版BRN-180M，兩款皆使用普通STANAG彈匣井，並省略了緩衝管，改為一段1913導軌。此款下機匣除BRN-180上機匣外，預計可對應如MCX、.22 LR口徑AR-15等無需緩衝管的AR-15規格上機匣。
2020年8月，Brownells推出了BRN-180 Gen2，改進為全數配有BRN-180S的可調導氣座及改變護木拆卸方式。同時亦推出了.300 BLK的BRN-180S。

## 使用國
- 巴西
- 海地
- 日本—由豐和工業授權生產。
  - 日本自衛隊（作測試用途）
- 黎巴嫩
- 中華民國
  - 中華民國國軍：僅試作階段，未量產。後續開發的T65系列使用短行程活塞傳動設計，而後續的T86和T91已採用自行研發的新式設計。 以及駐守在士林官邸的侍衛持有。
- 泰國
- 英国—由斯特林武器公司授權生產。
  - 特種空勤團（曾少量裝備）
- 美国
  - 美國武裝部隊（用作測試）
  - 部份地方警察部門

### 非國家團體
- 愛爾蘭共和軍

## 衍生型號
儘管沒有被正式軍隊採用過，AR-18的基本設計後來被使用在設計其他一些槍支上，包括：
- SA80
- L64/65
- HK G36
- XM8突擊步槍
- 豐和89式5.56公釐突擊步槍
- Bushmaster M17S
- SAR-80/SR-88/SAR-21
- 史特林SAR-87
- Leader Dynamics Series T2 MK5
- T65突擊步槍

## 外部連結
- Modern Firearms article on AR-18 （页面存档备份，存于）
- How an ArmaLite AR-18 works （页面存档备份，存于）